# Reinhold Ranftl
Reinhold Ranftl (sinh 24 tháng 1 năm 1992) là một cầu thủ bóng đá Áo đang thi đấu cho LASK Linz.